# العلاقات الأسترالية الفنلندية
العلاقات الأسترالية الفنلندية هي العلاقات الثنائية التي تجمع بين أستراليا وفنلندا.

## مقارنة بين البلدين
هذه مقارنة عامة ومرجعية للدولتين:
| وجه المقارنة                                              | أستراليا                                   | فنلندا                                                                               |
| --------------------------------------------------------- | ------------------------------------------ | ------------------------------------------------------------------------------------ |
| المساحة (كم2)                                             | 7.69 مليون                                 | 338.42 ألف                                                                           |
| عدد السكان (نسمة)                                         | 24.51 مليون                                | 5.52 مليون                                                                           |
| الكثافة السكانية (ن./كم²)                                 | 3.19                                       | 16.31                                                                                |
| العاصمة                                                   | كانبرا، ملبورن                             | هلسنكي                                                                               |
| اللغة الرسمية                                             | لغة إنجليزية                               | اللغة الفنلندية، اللغة السويدية                                                      |
| العملة                                                    | دولار أسترالي، جنيه إسترليني، جنيه أسترالي | يورو، ماركا فنلندية                                                                  |
| الناتج المحلي الإجمالي (بليون دولار)                      | 1.32 تريليون                               | 251.88 مليار                                                                         |
| الناتج المحلي الإجمالي (تعادل القوة الشرائية) بليون دولار | 1.10 تريليون                               | 231.84 مليار                                                                         |
| الناتج المحلي الإجمالي الاسمي للفرد دولار أمريكي          | 56.31 ألف                                  | 42.31 ألف                                                                            |
| الناتج المحلي الإجمالي للفرد دولار أمريكي                 | 45.92 ألف                                  | 40.68 ألف                                                                            |
| مؤشر التنمية البشرية                                      | 0.939                                      | 0.883                                                                                |
| رمز المكالمات الدولي                                      | +61                                        | +358                                                                                 |
| رمز الإنترنت                                              | .au                                        | .fi                                                                                  |
| المنطقة الزمنية                                           |                                            | ت ع م+02:00، ت ع م+03:00، أوروبا/هلسنكي ‏، توقيت شرق أوروبا، توقيت شرق أوروبا الصيفي ‏ |

## منظمات دولية مشتركة
يشترك البلدان في عضوية مجموعة من المنظمات الدولية، منها:
| علم المنظمة | اسم المنظمة                               | تاريخ انضمام أستراليا | تاريخ انضمام فنلندا |
| ----------- | ----------------------------------------- | --------------------- | ------------------- |
|             | منظمة التعاون الاقتصادي والتنمية          | ?                     | 1969                |
|             | منظمة التجارة العالمية                    | ?                     | 1995                |
|             | الاتحاد البريدي العالمي                   | ?                     | ?                   |
|             | الوكالة الدولية للطاقة                    | ?                     | ?                   |
|             | مجموعة الموردين النوويين                  | ?                     | ?                   |
|             | يونسكو                                    | 4 نوفمبر 1946         | 10 أكتوبر 1956      |
|             | الفريق المعني برصد الأرض                  | ?                     | ?                   |
|             | مؤسسة التمويل الدولية                     | 20 يوليو 1956         | 20 يوليو 1956       |
|             | المركز الدولي لتسوية المنازعات الاستشارية | 1 يونيو 1991          | 8 فبراير 1969       |
|             | بنك التنمية الآسيوي                       | 1966                  | 1966                |
|             | منظمة حظر الأسلحة الكيميائية              | ?                     | ?                   |
|             | مؤسسة التنمية الدولية                     | 24 سبتمبر 1960        | 29 ديسمبر 1960      |
|             | مجموعة أستراليا                           | 1985                  | 1991                |
|             | نظام تحكم تكنولوجيا القذائف               | 1990                  | 1991                |
|             | وكالة ضمان الاستثمار متعدد الأطراف        | 10 فبراير 1999        | 28 ديسمبر 1988      |
|             | الاتحاد الدولي للاتصالات                  | 27 مايو 1878          | 1 سبتمبر 1920       |
|             | منظمة الشرطة الجنائية الدولية             | ?                     | ?                   |
|             | الأمم المتحدة                             | 1 نوفمبر 1945         | 14 ديسمبر 1955      |
|             | البنك الدولي للإنشاء والتعمير             | 5 أغسطس 1947          | 14 يناير 1948       |
|             | المنظمة الهيدروغرافية الدولية             | ?                     | ?                   |

## أعلام
هذه قائمة لبعض الشخصيات التي تربطها علاقات بالبلدين:
- ديفيد ميخائيل (سياسي أسترالي، 25 يناير 1980 – )
- سابرينا فريدريك (لاعبة كرة قدم أسترالية، 14 نوفمبر 1996 – )
- شين جاكوبسون (ممثل أسترالي، القرن العشرين – )
- غريغ نورمان (10 فبراير 1955 – )
- كوني جارنر (22 مايو 1979 – )
- مات أكتون (لاعب كرة قدم أسترالي، 3 يونيو 1992[31] – )

## وصلات خارجية
- موقع وزارة الخارجية الأسترالية
- موقع وزارة الخارجية الفنلندية